# Iluminación insular

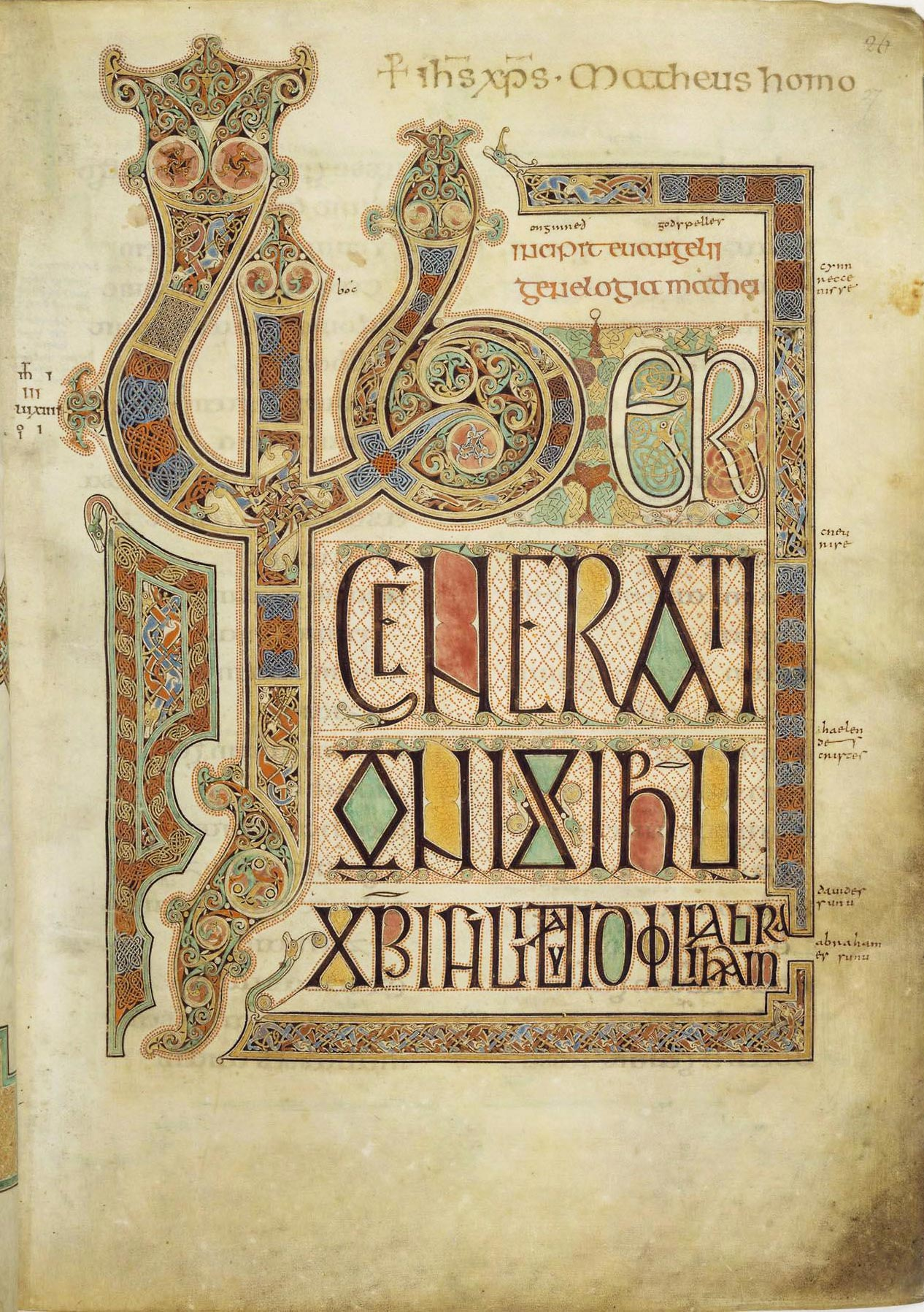
Folio 27 de los Evangelios de Lindisfarne, Biblioteca Británica, Cotton MS Nero D.IV

La iluminación insular se refiere al estilo artístico reflejado en la producción de manuscritos iluminados en centros monásticos de las islas de Irlanda y Gran Bretaña entre el siglo VI y principios del siglo IX, así como en otros monasterios establecidos en el continente pero bajo influencia insular. Se caracterizan por decoraciones fuertemente influenciadas por el arte de la orfebrería, el uso constante del entrelazado, así como por la importancia otorgada a la caligrafía. Los libros más famosos de esta producción son principalmente de evangeliarios. Se contabilizan en la actualidad unos sesenta manuscritos de este período.

## Contexto histórico
El llamado arte insular encuentra su origen en la evangelización de Irlanda en los siglos IV y V bajo la influencia de San Patricio. Las nuevas instituciones religiosas del cristianismo celta, organizadas principalmente en torno a establecimientos monásticos, encargaron numerosas obras de arte mueble (orfebrería, vestimentas y objetos litúrgicos), incluyendo también de forma especial manuscritos. 
Se producen principalmente dos tipos de manuscritos:
1. Evangelios de pequeño formato, destinados tanto a la predicación y a los misioneros como a la devoción privada, con obras de ejemplo como el Libro de Dimma o el Libro de Mulling.
2. Obras de gran formato, reservadas a los oficios litúrgicos de los monasterios, como el Libro de Kells.[1]

Dos serán los estilos de arte miniado que confluirán en las islas:
1. Los monjes irlandeses contribuyeron a la evangelización de Escocia y el norte de Gran Bretaña fundando nuevos monasterios como el de Iona en Escocia por Colomba de Iona en 563, o el de Lindisfarne en 635 por Aidan de Lindisfarne, Northumbria. Los misioneros irlandeses traen consigo también su arte a estas regiones donde predican.
2. Al mismo tiempo, el sur de Gran Bretaña sufrió una influencia directa del cristianismo continental y en particular del italiano durante los siglos VI y VII, especialmente a consecuencia de la misión gregoriana. Como en el caso anterior, los misioneros traen consigo manuscritos italianos y bizantinos llegando así a la isla por esta vía y ejerciendo su influencia en la producción de iluminaciones insulares.[2]

Paulatinamente, los mayores centros de producción se concentraron primero en Northumbria y luego en el sur de Inglaterra, en Kent, durante los siglos VII y VIII. Los monasterios se beneficiaron allí de condiciones materiales más favorables que en Irlanda, así como de la protección (incluso el patrocinio) de los reyes anglosajones. Los scriptoria de Lindisfarne e Iona son desde finales del siglo VII los más prolíficos.
A finales del siglo VI, varios misioneros irlandeses del entorno de San Columbano de Luxeuil desembarcaron en el continente y contribuyeron a la creación de varios monasterios en Francia, Suiza y el norte de Italia. Su discípulo San Galo de Arbona contribuye a la fundación del centro monacal en Suiza y San Quiliano de Herbipoli viaja por su parte al sur de Alemania. Todos estos establecimientos contribuyeron a difundir la caligrafía insular y las técnicas decorativas en los manuscritos continentales producidos en la época. Los manuscritos en el norte de Francia durante en la época carolingia y que presentan una influencia insular directa se califican como procedentes de la "escuela francosajona".

## Características
A pesar de la gran diversidad de origen de los manuscritos de estilo insular, emergen varias características comunes.

### El procesamiento de pergaminos.
El tratamiento pergamino tiene un aspecto de ante que lo hace mucho más receptivo a la tinta y al color. Este tratamiento se realiza tanto en piel de ternera como de oveja. Esta preparación de la piel hizo que los manuscritos fueran particularmente adecuados para la iluminación. Permite pasar también de la escritura a la ornamentación.

### Tipos de patrones ornamentales
La tracería es el motivo más conocido de los adornos isleños. Sin embargo, esta decoración no es específica del arte celta ni de las iluminaciones isleñas. Se encuentra en el arte paleocristiano del Bajo Imperio Romano, en algunos papiros coptos egipcios o en manuscritos italianos y bizantinos, pero también en algunas obras de arte anglosajonas como en la tumba de Sutton Hoo. Sin embargo, en estos manuscritos insulares se utiliza más intensamente esta decoración, sistemáticamente a partir de mediados del siglo VII. Este adorno permite rellenar varios tipos de iluminación, así como iniciales, marcos, márgenes, páginas alfombradas. Podemos distinguir diferentes tipos de entrelazado: son simples, dobles o triples.
Entre los patrones rectilíneos podemos distinguir los oblicuos, los dameros, las claves y también las diagonales griegas. Entre los motivos curvilíneos destacan círculos, espirales, espirales y motivos esféricos de trompeta.
Los motivos zoomórficos generalmente sirven como una extensión del entrelazado: las cabezas están en un extremo y a veces es necesario encontrar el otro extremo del entrelazado para encontrar los cuartos traseros. Al principio, su carácter sigue siendo muy esquemático y resulta difícil distinguir una especie concreta. A partir de los evangelios de Lindisfarne, ciertos tipos de animales empiezan a aparecer de forma más realista : perros, aves rapaces, que recuerdan el arte de la caza apreciado por las élites anglosajonas.

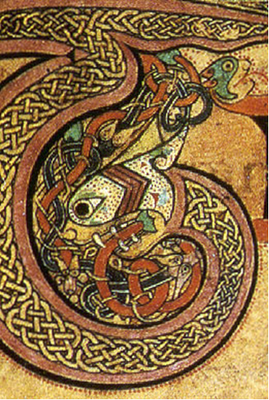
Detalle de una decoración del libro de Kells hecha de entrelazados y una espiral zoomorfa, fol. 24.
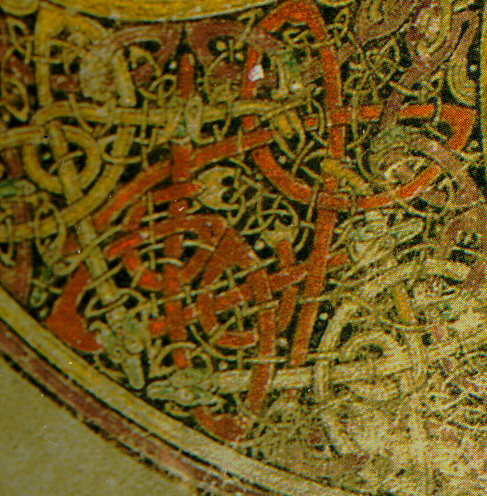
Detalle de los entrelazados y motivos zoomórficos del Khi-Rhô del libro de Kells.
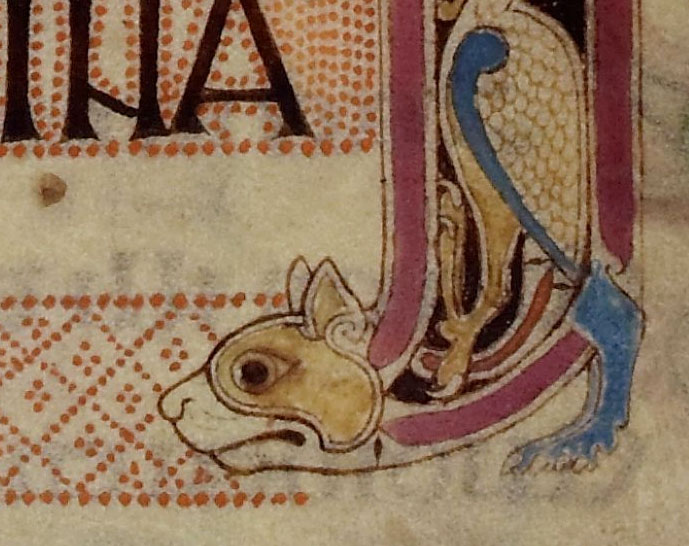
Decorados en forma de gato estirado de los Evangelios de Lindisfarne, fol. 139r.
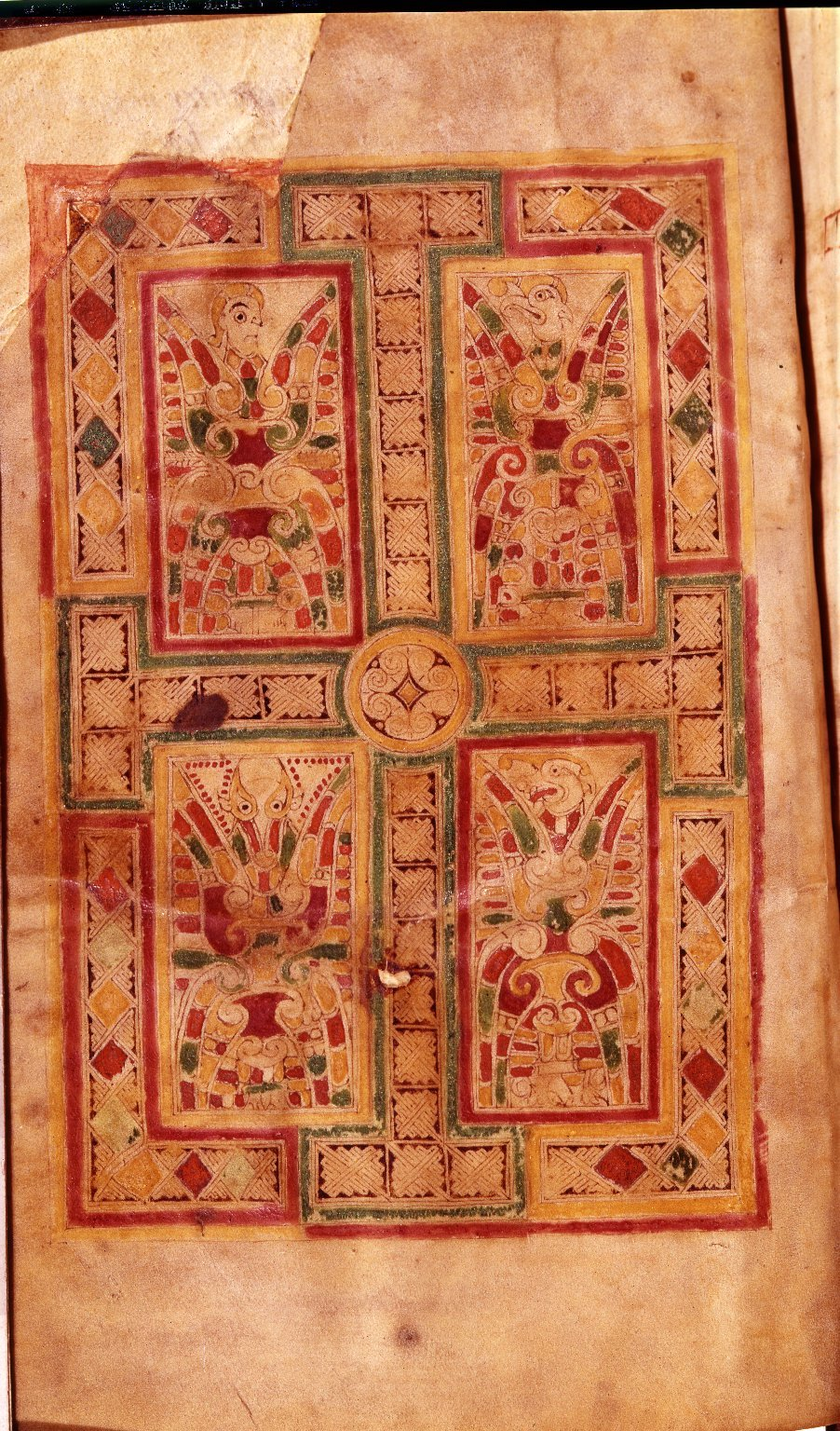
Motivos de trastes sobre la cruz de los Evangelios de Mac Durnan, f.1v.

### Las iniciales
El Catach de Santa Colomba (principios siglo VII) es el manuscrito más antiguo que conserva las iniciales decoradas características de la iluminación insular: la primera letra se incorpora al texto y se amplía por las otras letras siguientes de tamaño decreciente hasta alcanzar el tamaño del texto clásico. La letra capitular en sí está decorada con curvas, espirales, puntos e incluso cabezas de animales. Este tipo de decoración se encuentra desde la época de la Tène en el arte celta, en el arte de la orfebrería y en la escultura. Este tipo de decoración marca el verdadero comienzo de la distinción entre las decoraciones de los manuscritos insulares y los manuscritos antiguos.

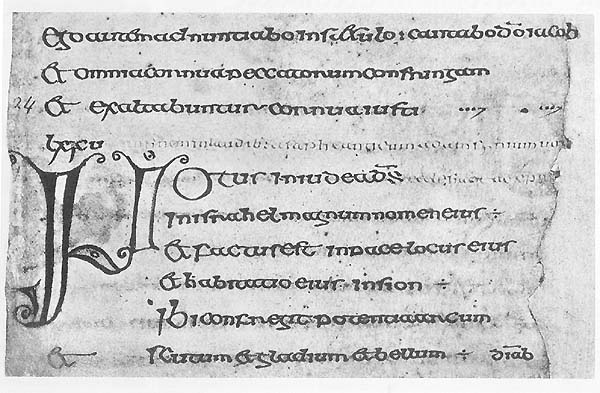
Inicial del cathach de san Colomba
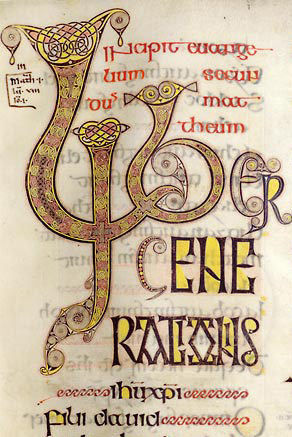
Detalle de una inicial del Evangeliario de Echternach
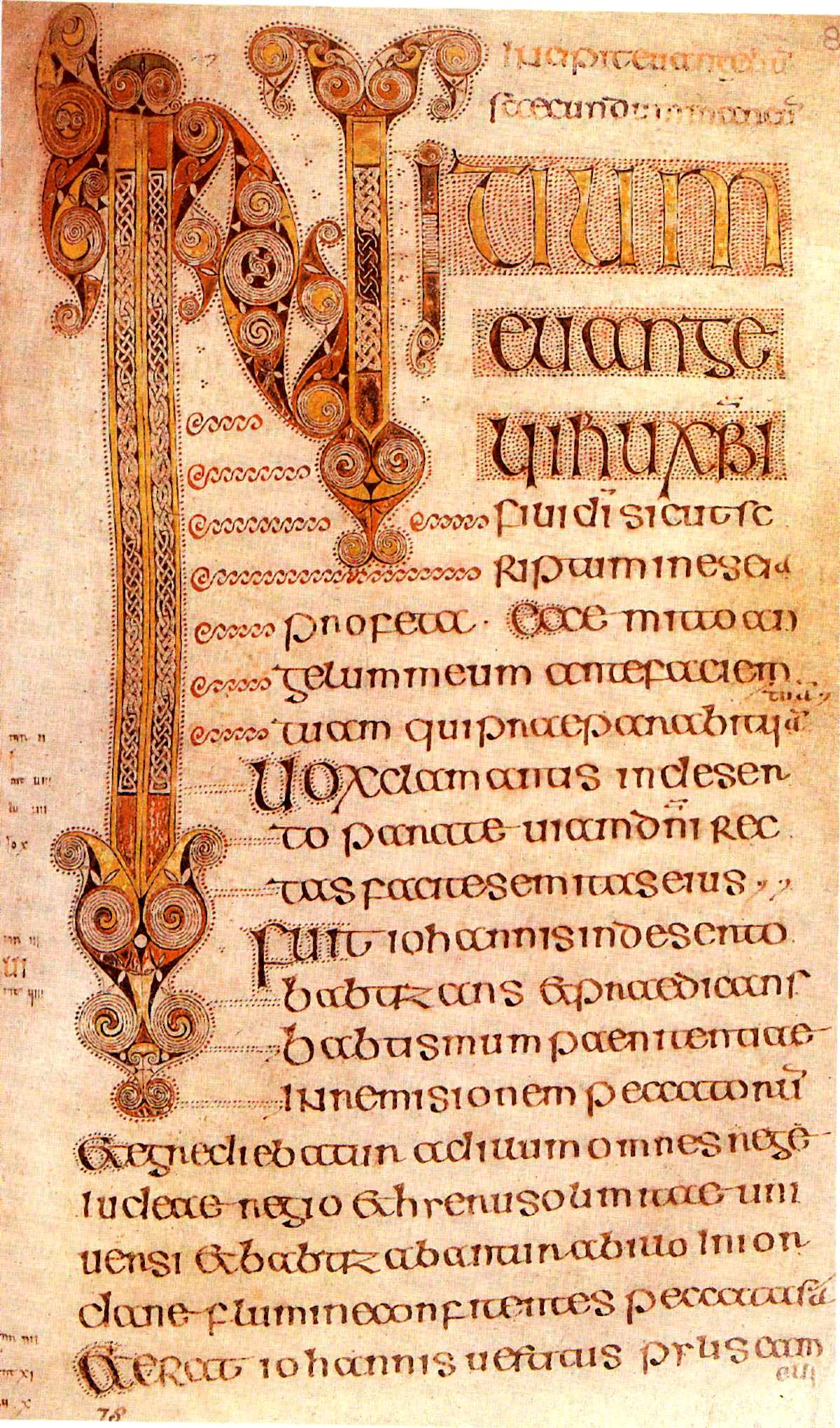
Inicio del evangelio de san Marcos en el libro de Durrow

### Las miniaturas
Los primeros diseños aislados suelen ser cruces, a veces incluidas en una página de alfombra. Las primeras representaciones de personajes en manuscritos insulares probablemente sólo se produzcan bajo la influencia de obras del continente. Los especialistas han conseguido, en particular, distinguir varios detalles de estas primeras miniaturas en común con los antiguos manuscritos del Diatessaron procedentes de Persia, llegados quizás a las islas tras una peregrinación a Oriente Próximo. La representación humana se realiza de forma muy esquemática, con figuras de cuerpo entero, la mayoría de las veces sin alas ni nimbo para representar a los evangelistas. En ocasiones su representación se limita a su símbolo, leones, bueyes y águilas representados a la manera de motivos heráldicos.

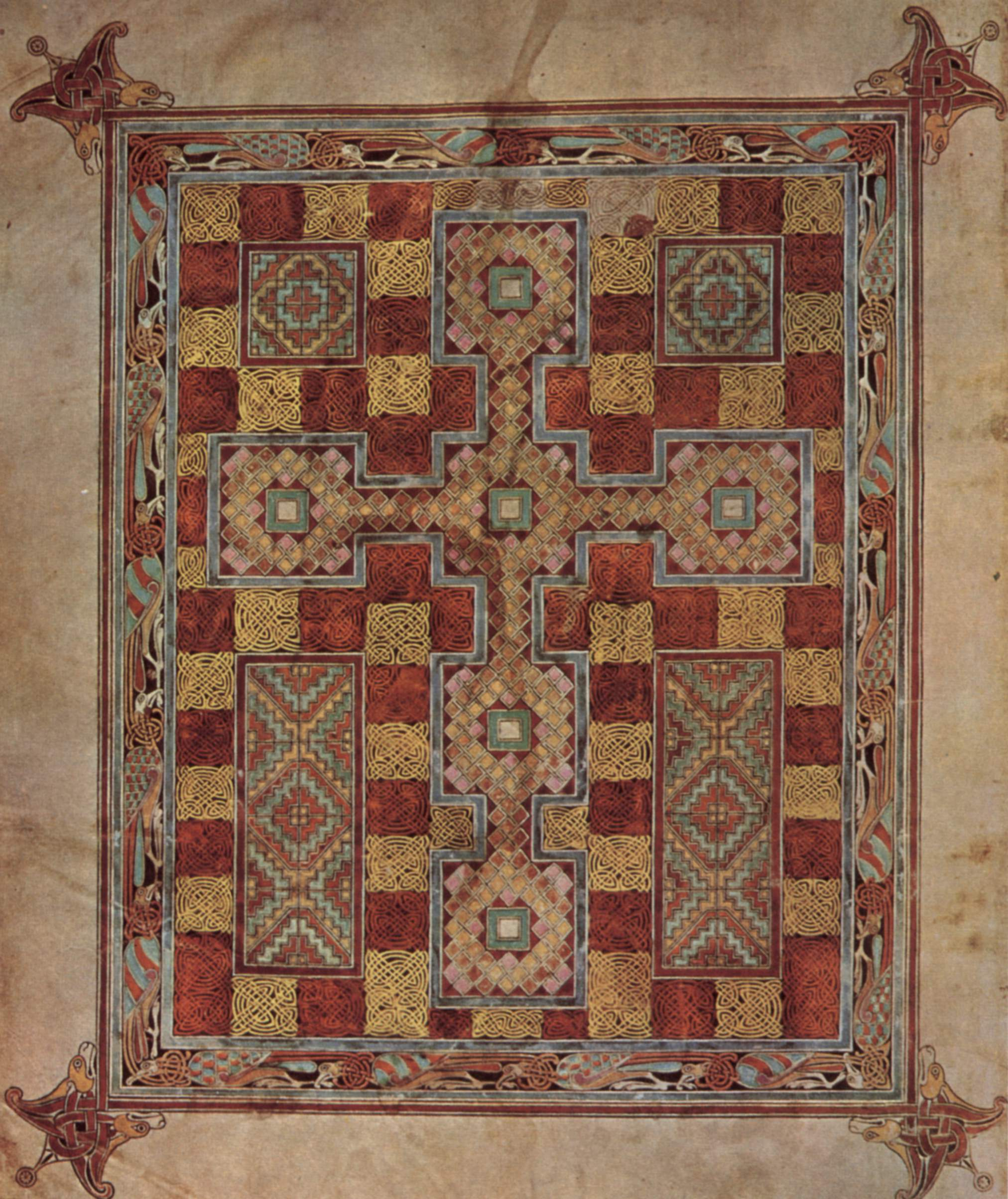
Cruz integrada en una página tapiz en los Evangelios de Lindisfarne.
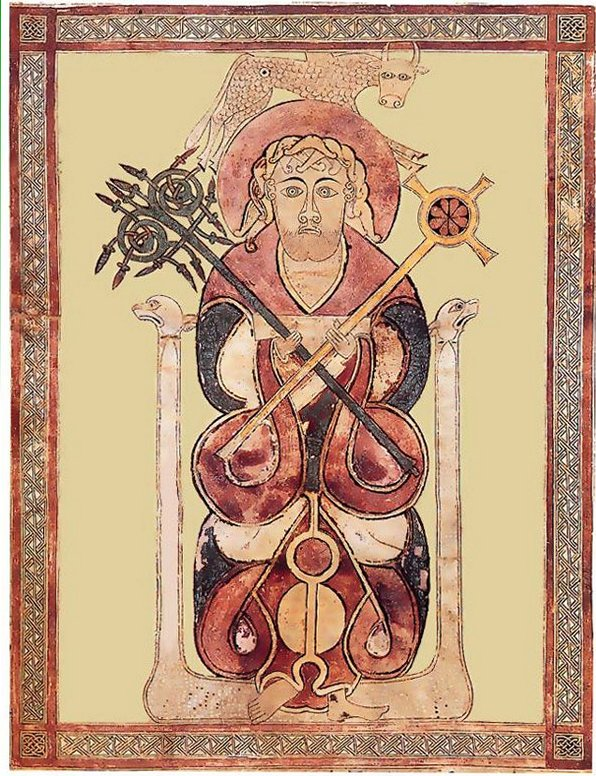
Retrato de san Lucas en el Evangeliario de san Chad.
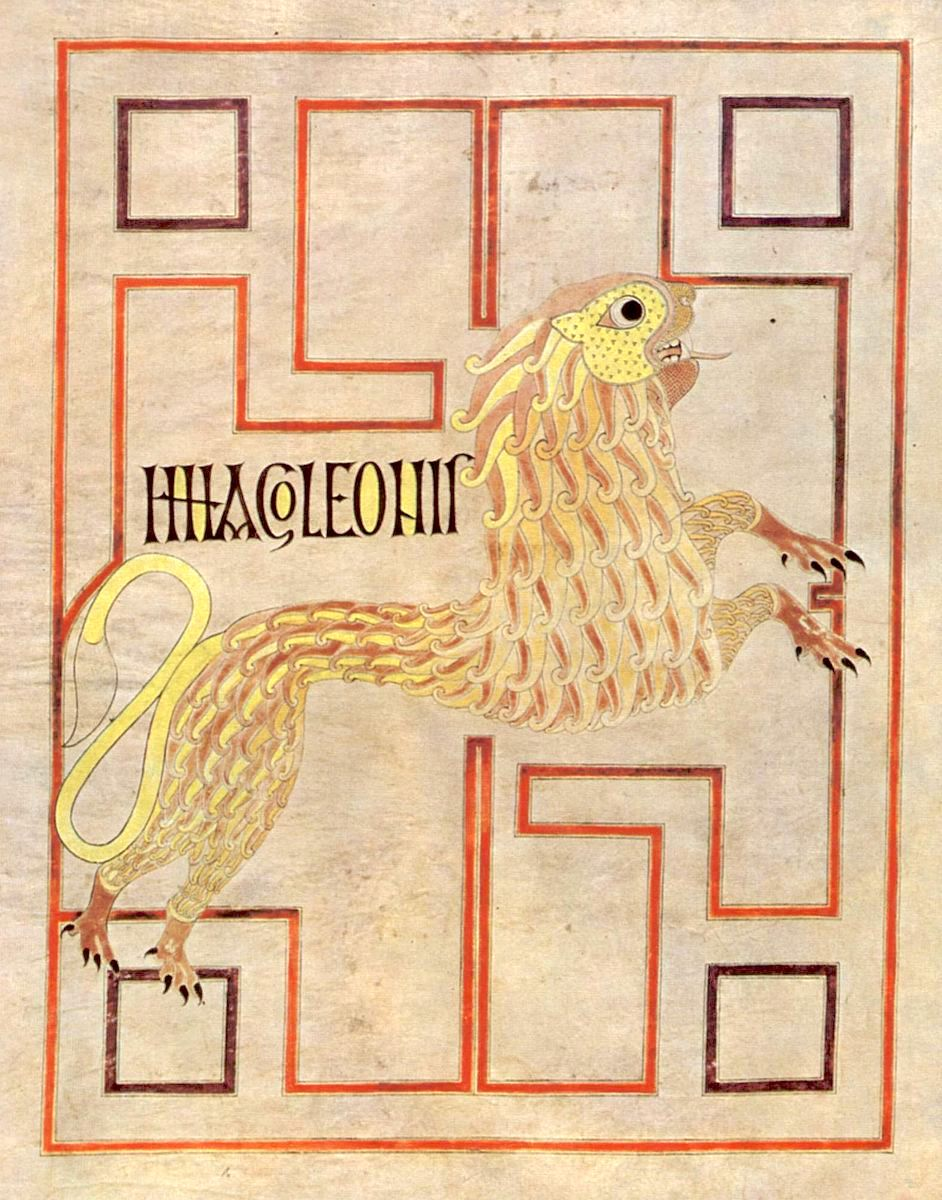
El león, símbolo de san Marcos, Evangeliario de Echternach.

## Centros de producción
- En Irlanda
- En Northumbria
- En el continente